# Powiatowy Zakład Transportu Publicznego w Lipnie
Powiatowy Zakład Transportu Publicznego w Lipnie (w skrócie PZTP Lipno) – samorządowy zakład budżetowy z siedzibą w Skępem świadczący usługi w zakresie przewozu osób. Przewoźnik powołany do życia w 2016 r. rozpoczął działalność przewozową z dniem 1 stycznia 2017 r. Zakład obsługuje linie komunikacyjne na obszarze powiatu lipnowskiego.

## Informacje ogólne
Zakład został powołany do życia uchwałą nr XIII/71/2016 Rady Powiatu w Lipnie celem wykonywania zadań w zakresie publicznego transportu zbiorowego na obszarze powiatu lipnowskiego. Zakres zadań przewoźnika zgodnie z uchwałą obejmuje przewóz osób na liniach komunikacyjnych, świadczenie usług transportowych poprzez wynajem pojazdów, przewóz uczniów. Przewoźnik swoją działalność przewozową rozpoczął z dniem 1 stycznia 2017 r. 
Pierwszym dyrektorem zakładu był Andrzej Wasielewski, od marca 2019 r. zakładem kieruje Wiesław Kempiński. Zakład zatrudnia 50 osób, w tym 33 kierowców.
PZTP Lipno korzysta z dworca w Lipnie położonego w kompleksie handlowo-usługowym Nowe Centrum Lipna. Dworzec został otwarty pod koniec 2016 r.

## Tabor

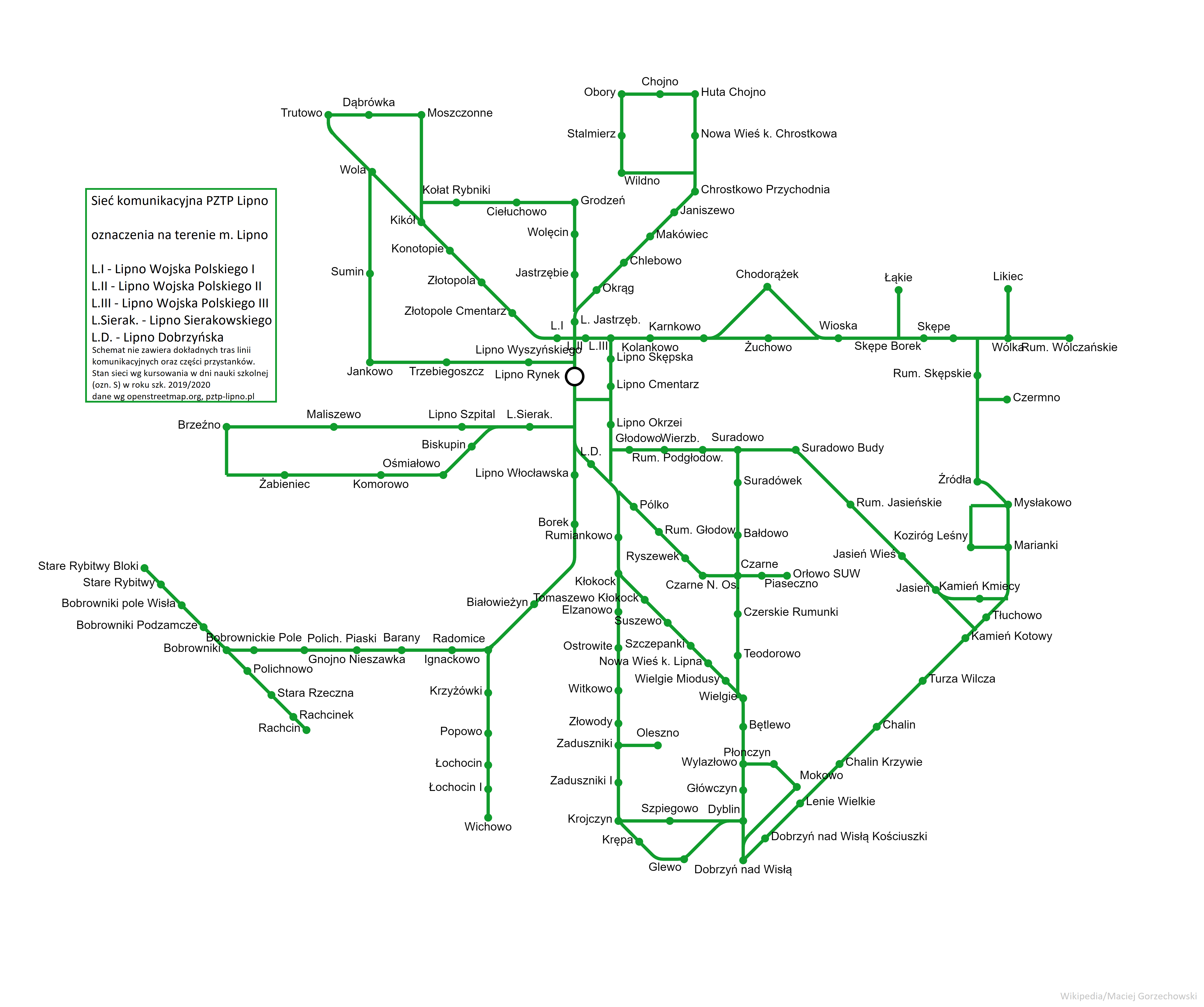
Sieć komunikacyjna PZTP Lipno w roku szkolnym 2019/2020.

Przedsiębiorstwo dysponuje następującymi pojazdami (stan na: kwiecień 2020):
| Model                 | Rok produkcji | Eksploatacja od | Liczba |
| --------------------- | ------------- | --------------- | ------ |
| Irizar New Century    | 2008          | 2019            | 1      |
| Isuzu Novo Lux        | 2015          | 2018            | 1      |
| Isuzu Turquoise       | 2015          | 2018            | 1      |
| Mercedes-Benz 519 CDI | 2016          | 2016            | 17     |
| Scania Touring HD     | 2015          | 2018            | 1      |
| Solbus SL11           | 2014          | 2017            | 1      |

## Trasy
PZTP Lipno obsługuje przewozy pasażerskie na obszarze powiatu lipnowskiego na 15 liniach kursujących w dni powszednie (oznaczenia od P1 do P15) i 5 liniach kursujących w soboty, niedziele i święta (oznaczenia od P21 do P25). Część linii oprócz tras podstawowych posiada warianty (pojedyncze kursy prowadzone częściowo inną trasą niż podstawowa) pozwalające na objęcie komunikacją jak najszerszego obszaru. Linie zbiegają się w Lipnie, gdzie znajduje się węzeł przesiadkowy.